# CSS Nashville (1864)

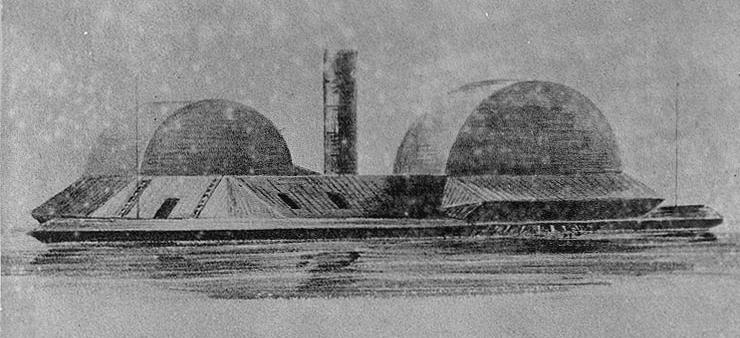
CSS Nashville

De CSS Nashville was tijdens de Amerikaanse Burgeroorlog een schip in dienst van de Geconfedereerde Staten van Amerika.
De Nashville was een pantserschip (ironclad), gebouwd in 1863 in Montgomery in Alabama en in 1864 verder afgewerkt in Mobile. Een deel van zijn bewapening was afkomstig van de CSS Baltic. Het schip werd alleen ingezet in 1865 op waterwegen in Alabama. Hoewel nooit afgewerkt, was de Nashville sterk bepantserd. Het schip werd in 1867 verkocht in New Orleans en daarna ontmanteld.